# Хосе Казанова
Хосе Казанова, ісп. José Casanova (1951, Сарагоса, Іспанія) — іспанський та американський соціолог релігії, професор факультету соціології Джорджтаунського університету (Вашингтон, DC), керівник Берклійського Центру релігії, миру та світової політики.
Нагороджений Премією з теології Зальцбурзького університету.
Автор праць з питань релігії та глобалізації. Його найвідоміша книжка Public Religions in the Modern World (Публічні релігії в сучасному світі) визнана сучасною класикою у соціології релігії.
Має дружину українського походження, вільно розмовляє українською мовою. Нагороджений орденом «За заслуги» III ступеня.

## Праці
- (разом з Hans Joas[de]): Religion und die umstrittene Moderne, Stuttgart: Kohlhammer 2010 (Globale Solidarität - Schritte zu einer neuen Weltkultur; Bd 19), ISBN 978-3-17-021234-3
- Europas Angst vor der Religion. Berlin University Press, Berlin 2009, ISBN 3-940-43247-4
- Rethinking Secularization: A Global Comparative Perspective, in: The Hedgehog Review 2006
- The Long Journey of Turkey into Europe and the Dilemmas of European Civilization, in: Constellations 2006
- Einwanderung und der neue religiöse Pluralismus. Ein Vergleich zwischen der EU und den USA, in: Leviathan 2006
- Religion, the New Millennium and Globalization, in: Sociology of Religion 2001
- Public Religions in the Modern World (1994), in fünf Sprachen übersetzt, u.a. ins Arabische und Indonesische; Google Bücher

## Веблінки
- Хосе Казанова: "Я не вірю в нації, але вірю в силу духу українців" [Архівовано 17 листопада 2015 у Wayback Machine.] // Алла Котляр, «Дзеркало тижня. Україна», 15 травня 2015
- Хосе Казанова про державу та релігію [Архівовано 6 квітня 2016 у Wayback Machine.]. Світові інтелектуали на Громадському // youtube, 20 квітня 2015
- Хосе Казанова розповів в УКУ про «ефект Франциска» [Архівовано 27 вересня 2019 у Wayback Machine.] // Новини УКУ, 13 березня 2014
- Епоха секуляризму [Архівовано 20 травня 2015 у Wayback Machine.]. Соціолог релігії Хосе Казанова про сучасні трансформації секуляризму в світі та унікальне місце України на релігійній мапі Європи // Ганна Трегуб, Тиждень.ua, 25 серпня 2013
- Хосе Казанова: Україна – єдина країна в Європі, де усі релігії мають рівні права і конкурують одна з одною [Архівовано 19 травня 2015 у Wayback Machine.] // Інститут релігійної свободи, Київ, 2 липня 2013 14:32
- Погляд збоку: релігійна система України нагадує американську [Архівовано 1 липня 2013 у Wayback Machine.] // BBC Україна, 26 червня 2013
- Олексій Панич, професор ДНТУ. Чарльз Тейлор і Хосе Казанова в Києві. Нотатки очевидця [Архівовано 19 травня 2015 у Wayback Machine.] // Релігія в Україні, 23 червня 2013
- Хосе Казанова. Религия: между публичным и частным // 18 января 2010